# 색복 장려 깃발
색복 장려 깃발은 대한민국 경기도 고양시 덕양구 국립여성사전시관에 있는 깃발이다. 2014년 10월 29일 대한민국의 국가등록문화재 제615호로 지정되었다.

## 개요
일제강점기에 조선 문화 및 풍속 말살 정책의 하나로 백의 폐지를 위해 실시한 색복 장려 정책에 사용된 것으로 색복장려운동의 구체적 방향성을 보여줄 수 있는 실물 자료로 현재까지 알려진 유일한 깃발이다. 우리의 암울한 시기의 복식 문화를 이해하기 위한 사료로의 가치가 있다.

## 같이 보기
- 색복장려운동

## 참고 자료
- 색복 장려 깃발 - 국가유산청 국가유산포털